# Malaking Patag
Malaking Patag es un barrio rural  del municipio filipino de tercera categoría de Culión perteneciente a la provincia  de Paragua en Mimaro,  Región IV-B.

## Geografía
El municipio de Culión, 270 km al norte de Puerto Princesa, se extiende por  la totalidad de  isla de Culión y otras adyacentes, entre las de Busuanga al norte, Linapacán al sur y Corón a levante.
Todas forman parte del  de las islas Calamianes  en el norte de la provincia de Paragua, en el Estrecho de Mindoro, lengua de mar que comunica el mar de la China Meridional y el Mar de Joló.
Malaking Patag se encuentra situado en la parte central de la isla de Culión. Linda al norte con los barrios de  Baldat y de Luac; al sur con los barrios de Binudac y de Halsey y también con la Ensenada de Deinalula; al este con el barrio de Osmeña; y al oeste con la Bahía de Bonongán en el mar de la China Meridional.
Forman parte de este barrio las  islas de Gage, de Bacaón , Iguana, de Balacatop, de Alligator, de Lapac y de Oyster que se encuentran en la Ensenada de Halsey.

### Demografía
El barrio  de Malaking Patag contaba  en mayo de 2010 con una población de 1.686 habitantes.

## Historia
La isla de Culión formaba parte de la provincia española de  Calamianes, una de las de las 35 provincias de la división política del archipiélago Filipino, en la parte llamada de Visayas. Pertenecía a la audiencia territorial  y Capitanía General de Filipinas, y en lo espiritual a la diócesis de Cebú.